# Tit Veturi Gemin Cicurí (cònsol 462 aC)
Tit Veturi Gemin Cicurí (en llatí: Titus Veturius Geminus Cicurinus) va ser un magistrat romà. Pertanyia a la família patrícia dels Cicurí, una branca de la gens Vetúria. Va ser elegit cònsol l'any 462 aC amb Luci Lucreci Triciptí. Va derrotar els volscs, quan aquests tornaven d'una invasió en territori romà carregats de botí, i quan tornaren a Roma els dos cònsols van obtenir l'honor d'una ovació.